# عدوى إضافية
العدوى الإضافية (بالإنجليزية: superinfection)‏ مصطلح متعدد المعاني يشير إلى عدوى بنوع جرثومي أو فيروسي جديد تحدث أثناء عدوى أخرى.

## في علم الفيروسات
هو الحالة التي تتم في الخلية عندما تكون مصابة بالأصل بفيروس وتصاب بعدوى فيروس آخر في نفس الوقت أو وقت لاحق، يعتبر الإنتان المضاعف حالة خطرة يمكن ان تؤدي إلى تولد فيرواسات أكثر فوعية (سُمِّية) و أكثر مقاومة مما يوجب تغيير العلاج.

## في الطب
يعبر مصطلح العدوى الإضافية عن معاودة الإصابة بالعدوى بعد فترة بسيطة من الإصابة بعدوى سابقة، وتكون الإصابة الثانية ناتجة عن كائن دقيق مغاير للمتسبب بالعدوى الأولى ومقاوم للعلاج سواء بالمضادات الحيوية أو مضادات الفيروسات.